# توطئه قلب‌ها
توطئه قلب‌ها (انگلیسی: Conspiracy of Hearts) فیلمی در سبک درام به کارگردانی رالف توماس است که در سال ۱۹۶۰ منتشر شد. از بازیگران آن می‌توان به لیلی پالمر و ایوون میچل اشاره کرد.